# جون غوركا
جون غوركا (بالإنجليزية: John Gorka)‏ هو مغني وعازف قيثارة ومغن مؤلف أمريكي، ولد في 27 يوليو 1958 في كولونيا في الولايات المتحدة.

## وصلات خارجية
- الموقع الرسمي
- جون غوركا على موقع ميوزك برينز (الإنجليزية)
- جون غوركا على موقع أول ميوزيك (الإنجليزية)
- جون غوركا على موقع ديسكوغز (الإنجليزية)